# Wolf-Dietrich Eulitz
Wolf-Dietrich Eulitz (* 26. Februar 1942) ist ein deutscher Violinist und Musikermediziner.

## Leben
Er studierte das Geigenspiel an der Hochschule für Musik Carl Maria von Weber in Dresden und konnte dort 1966 seinen Abschluss erwerben. Anschließend musizierte er von Januar 1967 bis zu seinem Ruhestand im September 2008 in der Staatskapelle Berlin. Im Sommer 2016 gründete sich das Kammerensemble Karlshorster Salonsextett, in dem Eulitz die Leitung innehat und die erste Geige spielt. Er wohnt im Berliner Ortsteil Karlshorst.
Seit 1979 befasst sich Eulitz mit Musikphysiologie und Musikermedizin und hat sich im Laufe der Jahrzehnte ein hohes Renommee als Heilpädagoge für Musikererkrankungen bei Streichinstrumentalisten (Violinisten und Bratschisten) erarbeitet. Er publizierte mehrere Monographien und Fachaufsätze. Im Rahmen seiner diesbezüglichen Tätigkeit arbeitet Eulitz unter anderem mit dem Berliner Kreis für Musikermedizin, der Deutschen Gesellschaft für Musikphysiologie und Musikermedizin, mit der Hochschule für Musik Hanns Eisler Berlin sowie mit der Universität der Künste Berlin zusammen. Darüber hinaus hielt er in den 1990er Jahren Vorträge und leitete Workshops auf dem Europäischen Kongress für Musikermedizin und Musikphysiologie (1996 und 1998) sowie dem Kongress der Europäischen Gesellschaft für Handchirurgie (1999).

## Publikationen (Auswahl)
Monographien
- Motorik und Biomechanik des Violinvibratos und Fingeraufsatzes. Die spielmuskulären Synkinesen und arbeitsphysiologischen Kriterien der linken Geigerhand. Selbstverlag, Berlin, 1994, ISBN 978-3-9806152-0-4.
- Das Muskel-Gliederspiel des Geiger-Bogenarmes. Das Geigenspiel als Arbeit. Selbstverlag, Berlin, 1997, ISBN 978-3-9806152-1-1.
- Haltungs- und Bewegungsspiel des Violinisten. Kinematik der Violintechniken. Selbstverlag, Berlin, 2018, ISBN 978-3-9806152-2-8.

Aufsätze
- Zu einigen methodischen, orchesterpraktischen, funktionell anatomischen und physiologischen Analysen von Spielerkrankungen. In: ESTA-Bulletin der DDR, № 2, 1982.
- Probleme der geigerischen Muskelfunktionen. In: ESTA-Bulletin der DDR, № 4, 1984.
- Muskuläre Spannungsprobleme beim Geigenspiel. In: Arbeitsmedizinische Informationen für Theater und Orchester der DDR, № 1, Juli 1984.
- Funktionelle Kriterien beim Bogenarm des Geigers. In: Arbeitsmedizinische Informationen für Theater und Orchester der DDR, № 2, August 1985.
- Motorik des Violinvibratos. In: ESTA-Nachrichten, № 35, 1996.
- Arbeitsphysiologische Kriterien der linken Geigerhand. In: Das Orchester, Jahrgang 44, № 5, 1996, Seiten 8–14.
- Zur Muskel-Gliederarbeit des Geiger-Bogenarmes. Eine komplexe Bewegungsuntersuchung. In: Das Orchester, Jahrgang 47, № 4, 1999, Seite 22 ff.

- Mit gleichem Titel ebenfalls erschienen in: Musikphysiologie und Musikermedizin, № 3, 1999.